# Hemiergis decresiensis
Espèce
Synonymes
- Tridactylus decresiensis Cuvier, 1829
- Hemiergis polylepis Günther, 1867

Statut de conservation UICN

 LC  : Préoccupation mineure
Hemiergis decresiensis est une espèce de sauriens de la famille des Scincidae.

## Répartition
Cette espèce est endémique d'Australie. Elle se rencontre en Australie-Méridionale, au Victoria et en Nouvelle-Galles du Sud.

## Description
C'est un saurien vivipare.

## Liste des sous-espèces
Selon The Reptile Database (27 septembre 2012) :
- Hemiergis decresiensis continentis Copland, 1946
- Hemiergis decresiensis davisi Copland, 1946
- Hemiergis decresiensis decresiensis (Cuvier, 1829)

## Publications originales
- Copland, 1946 : Geographic variation in the lizard Hemiergis decresiensis (Fitzinger). Proceedings of the Linnean Society of New South Wales, vol. 70, p. 62-92 (texte intégral).
- Cuvier, 1829 : Le Règne Animal distribué, d'après son organisation, pour servir de base à l'Histoire Naturelle des Animaux et d'introduction à l'Anatomie Comparé. Nouvelle Édition. Les Reptiles. Déterville, Paris, vol. 2, p. 1-406 (texte intégral)